# Airai
Pour l’article homonyme, voir Airai (ville).
Airai est l'un des seize États qui forment les Palaos. D'une superficie de 44 km2, il est peuplé de 2 723 habitants. Sa capitale est Airai.
Situé sur la côte méridionale de l'île de Babeldaob, il est relié à Koror par un pont. L'aéroport international Roman-Tmetuchl se trouve sur son territoire.

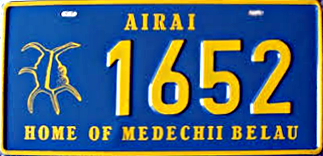
Plaque d'immatriculation d'Airai.